# Lupinus praetermissus
Lupinus praetermissus är en ärtväxtart som beskrevs av Charles Piper Smith. Lupinus praetermissus ingår i släktet lupiner, och familjen ärtväxter. Inga underarter finns listade i Catalogue of Life.